# أحمد شافعي معارف
أحمد شافعي معارف (بالإندونيسية: Ahmad Syafii Maarif) مفكر إندونيسي بارز. كان زعيم الجماعة المحمدية إحدى أكبر منظمتين إسلاميتين في إندونيسيا في الفترة بين عام 1998 وعام 2005. كما يعد معارف مؤسس معهد معارف والذي قاد واستلهم فكرة مودة المحمدية الجارنجانية. في الوقت الحاضر إلى جانب المحاضر الأول في جامعة ساناتا دارما، فهو نشط كمتحدث وكاتب. تم نشر كتاباته حول المجتمع المدني في العديد من وسائل الإعلام الإندونيسية. حصل على جائزة رامون ماجسايساى لعام 2008 للسلام والتفاهم الدولي.
توفي الجمعة (27/5/2022).

## قائمة الكتب
- لماذا تقع فيتنام في أيدي الشيوعيين، يوجياكارتا، 1975.
- الديناميكيات الإسلامية، مطبعة صلاح الدين، 1984
- الإسلام لماذا لا؟ مطبعة صلاح الدين، 1984.
- رشقات فكر إقبال، مطبعة صلاح الدين، 1984.
- الإسلام ومشكلات الدولة، 1985.